# Jakob Zierer
Jakob Zierer (* 23. November 1824 in Greding; † 3. Juni 1890 ebenda) war ein königlich-bayerischer Posthalter, Landwirt und Mitglied der Kammer der Abgeordneten. Er besuchte die königliche lateinische Schule in Eichstätt. Es handelt sich um den damals reichsten Bürger von Greding.

## Abgeordneter
Am 9. August 1859 rückte er für Joseph Baader in die Kammer der Abgeordneten auf. Dort war er Mitglied des Bayerischen Landtages in der 10. Wahlperiode und 11. Wahlperiode jeweils für den Stimmkreis Wb. Eichstädt/Mfr. 1869 schied er aus dem Parlament aus.

## Landwirt und Posthalter
Er betrieb in dem Gebäude am Gredinger Marktplatz, in dem heute die Sparkasse und das Archäologische Museum untergebracht sind, eine Posthalterei, Brauerei (von ihm 1870 eröffnet) und Landwirtschaft. Nach dem Tod seines Sohnes Albert 1913 wurde sein Besitz zerschlagen, da er überschuldet war. Danach wurde das Gebäude für die Stadtverwaltung, als Altenheim des Landkreises Hilpoltstein und als Hotel für niederländische Touristen auf der Durchreise genutzt.
Als die Bahnstrecke Roth–Greding geplant wurde, setzte er sich dafür ein, dass die Strecke in Greding endete und nicht bis Kinding zur Bahnstrecke Eichstätt–Beilngries verlängert wurde. Durch diese Verlängerung wäre die Strecke für die Durchfahrt von München nach Nürnberg geeignet gewesen. Dadurch wollte er den Bestand seiner Posthalterei sichern.